# Tino Livramento
Valentino  Francisco Livramento (sinh ngày 12 tháng 11 năm 2002) là cầu thủ bóng đá người Anh thi đấu ở vị trí hậu vệ phải cho câu lạc bộ Newcastle United. 
Livramento trưởng thành từ đội trẻ Chelsea trước khi chuyển sang Southampton vào năm 2021.

## Sự nghiệp câu lạc bộ
Livramento sinh ra tại Croydon và chuyển đến đội U-9 Chelsea từ đội bóng địa phương Roundshaw. Tuy từng chơi ở vị trí tiền đạo tại Roundshaw, nhưng khi đến Chelsea, Livramento được khuyên đá hậu vệ phải và từ đó anh đã phát huy rất tốt năng lực ở vị trí này. Anh được vinh danh là Cầu thủ xuất sắc nhất của Học viện Chelsea mùa giải 2020-21.

### Southampton
Ngày 2 tháng 8 năm 2021, Southampton chính thức có được Livramento với phí chuyển nhượng 5 triệu £ và Chelsea có quyền mua lại anh trong tương lai với mức phí 25 triệu £. Ngày 14 tháng 8 năm 2023, Livramento có trận đấu ra mắt Southampton nhưng đội bóng của anh đã để thua Everton 1-3. Ngày 23 tháng 10 năm 2021, anh có bàn thắng đầu tiên trong sự nghiệp thi đấu chuyên nghiệp trong trận hòa 2–2 với Burnley.
Ngày 24 tháng 4 năm 2022, Livramento chấn thương dây chằng chéo trước trong trận hòa 2–2 với Brighton & Hove Albion. Chấn thương này sau đó khiến anh phải nghỉ thi đấu đến tận 392 ngày và anh trở lại sân cỏ ngày 21 tháng 5 năm 2023 cũng trong cuộc đối đầu với Brighton.
Trong hai mùa giải tại Southampton, Livramento có tổng cộng 34 lần ra sân, trong đó có 30 trân tại Ngoại hạng Anh.

### Newcastle United
Ngày 8 tháng 8 năm 2023, Livramento ký hợp đồng có thời hạn 5 năm với Newcastle United sau thương vụ chuyển nhượng có phí ban đầu ước tính 32 triệu £.
Ngày 16 tháng 3 năm 2025, anh có được danh hiệu đầu tiên cùng với Newcastle khi vô địch Cúp EFL 2024–25 sau chiến thắng 2-1 trước Liverpool tại Sân vận động Wembley, trong đó anh đá chính và có mặt trọn vẹn 90 phút trên sân.

## Sự nghiệp đội tuyển quốc gia
Ngày 29 tháng 8 năm 2024, Livramento lần đầu tiên được triệu tập vào Đội tuyển bóng đá quốc gia Anh bởi huấn luyện viên tạm quyền Lee Carsley cho các trận đấu tại UEFA Nations League 2024–25 với Cộng hòa Ireland và Phần Lan. Anh có trận đấu đầu tiên cho đội tuyển Anh vào ngày 17 tháng 11 năm 2024 trong chiến thắng 5-0 trước Cộng hòa Ireland.
Tháng 5 năm 2025, huấn luyện viên Lee Carsley lúc này đã trở lại năm đội tuyển U-21 Anh triệu tập Livramento cho Giải vô địch bóng đá U-21 châu Âu 2025.

## Danh hiệu

### Câu lạc bộ
Newcastle United
- Cúp EFL: 2024–25[16]

### Cá nhân
- Cầu thủ xuất sắc nhất của Học viện Chelsea: 2020-21